# تضخم الطحال
الطَّحَلُ أو تَضَخُّمُ الطَّحَالِ (بالإنجليزية: Splenomegaly) هو ازدياد حجم الطحال. يقع الطحال في الربع العلوي الأيسر من بطن الإنسان. يعتبر تضخم الطحل واحد من أربعة العلامات الأساسية لفرط نشاط الطحال، انخفاض معين في عدد خلايا الدم الجائلة مؤديًا إلى أي مزيج من انخفاض كمية الخلايا المُحبّبة، خلايا الدم الحمراء أو الصفائح الدموية; استجابة تكاثرية تعويضية في نقي العظم; وقابلية تصحيح هذه العيوب عن طريق استئصال الطحال.

## تعريف
لا يجب الخلط بين تضخم الطحال وتوحش الطحال، فتضخم الطحال يعني زيادة حجم الطحال مع أو بدون اضطراب وظائفه. أما توحش الطحال فيعني اضطراب وظائف الطحال حيث يقوم بتكسير خلايا الدم البيضاء وكرات الدم الحمراء والصفائح قبل اكتمال عمرها الافتراضي وقد يحدث ذلك بوجود زيادة في حجم الطحال أو بدون.
وقد يصاب المريض بأحد الأثنين أو كلاهما معًا في وقت واحد.
صنّف الطبيب باولين وفريق عمله في ورقة بحثية منشورة تضخم الطحال على النحو التالي:
- طحل معتدل إذا كان البعد الأكبر للطحال يتراوح بين الـ 11-20 سم
- طحل شديد إذا كان البعد الأكبر للطحال أكبر من 20 سم

وكلينيكيًا ففي الحالة الطبيعية يكون الطحال عضو غير محسوس بواسطة الفحص اليدوي للطبيب، وإن استطاع الطبيب أن يحسّ ولو جزء من الطحال بالفحص عندها يتم اعتبار الطحال متضخمًا، وذلك في البالغين. أما في حديثي الولادة فإن الطبيب يمكنه بالفحص اليدوي إحساس الطحال وحتى عمر 3 شهور.

## الأعراض
قد تشمل أعراض الطَحَل ألم بطني، ألم الصدر، وألم صدر شبيه بألم الصدر الجنبي عند امتلاء المعدة، المثانة البولية أو الأمعاء، وآلام الظهر، والشبع المبكّر بسبب تضخم الطحال، أو أعراض أخرى لفقر الدم بسبب قلة الكريات.

## العلامات
بالفحص السريري يمكن للطبيب أن يحس بيده الحافة السفلية للطحال تحت حافة الضلوع اليسرى، كما يمكنه سماع صوت مميز للطحال المتضخم بواسطة السماعة الطبية. ولابد من تأكيد التشخيص بواسطة التصوير التليفزيوني على البطن أو أشعة الرنين المغناطيسي.

## أسباب
الأسباب الأكثر شيوعًا للتضخم الطحال في البلدان المتقدمة هي مرض كثرة الوحيدات العدوائية، واختراق الطحال من قبل خلايا سرطانية من ورم دموي خبيث، وفرط ضغط الدم البابي (في معظم الحالات ثانوي لمرض الكبد، وساركويد). وقد ينبع كذلك الطحل من الالتهابات الجرثومية، مثل الزهري أو عدوى تصيب الطبقة الداخلية في القلب (إلتهاب الشغاف).
تشمل الأسباب المحتملة للطَحل الشديد (الطحال العملاق) وفيه يكون وزن الطحال > 1000 غرام:
- الإصابة بالبلهارسيا
- الملاريا
- داء الليشمانيات الحشوي
- ابيضاض الدم النقوي المزمن
- تليف نقوي وهو سرطان نادر يصيب نخاع العظام

تشمل الأسباب المحتملة للطَحَل المعتدل وفيه يكون وزن الطحال <1000 غرام:
| إزدياد الوظيفة | تدفق دم غير طبيعي | إرتشاح |
| --- | --- | --- |
| وظيفة تكسير كريات الدم الحمراء التالفة - كثرة الكريات الحمر الكروية - ثلاسيميا - إعتلال هيموغلوبيني - فقر الدم المتعلق بالغذاء - فقر الدم المنجلي المبكر الوظيفة المناعية العدوى البكتيرية والفيروسية والطفيلية - كثرة الوحيدات العدوائية، الإيدز, التهاب الكبد الفيروسي - التهاب الشغاف البكتيري الحاد، تسمم الدم - خرّاج الطحال, حمى التيفويد - داء البروسيلات، داء البريميات، السل الرئوي - داء النوسجات - ملاريا، داء الليشمانيات، داء المثقبيات أمراض اضطراب المناعة - التهاب المفاصل الروماتويدي - ذئبة حمامية شاملة - داء المصل - داء البلعمة - فقر الدم الانحلالي بالمناعة الذاتية - مرض التكاثر الليمفاوي وهي مجموعة من الأمراض التي يتم فيها زيادة الخلايا الليمفاوية بشكل غير طبيعي وغير منتظم - ساركويد - التفاعلات الدوائية وظيفة تكوين الدم خارج النقي(الجزء من العظام المسؤول عن تصنيع الدم) وفيه يفضل نخاع العظام في القيام بوظيفته في تكوين خلايا الدم فتنتقل هذه الوظيفة إلى أعضاء أخرى هي الكبد والطحال مما يسبب زيادة حجمهما - تليّف نقوي وهو ورم سرطاني يصيب نخاع العظم مما يؤدي إلى تحول عملية تصنيع الدم إلى الكبد والطحال - أورام الدم ونخاع العظم لوكيميا - تعرض نخاع العظم للإشعاع مما يسبب فشله وتوقف وظيفته | فشل عضوي - تشمع الكبد مما يسبب احتقان الدم داخل الطحال وتضخمه وعائي - إنسداد الوريد الكبديّ - إنسداد الوريد البابيّ (متلازمة بانتي) : وهو المسؤول عن نقل الدم من الطحال والجهاز الهضمي إلى الكبد - متلازمة بود كياري - إنسداد الوريد الطحاليّ : وهو المسؤول عن نقل الدم من الطحال إلى الالوريد الأجوف السفلي ومنه إلى القلب حالات عدوى - داء البلهارسيات الكبدي - داء المشوكات | أمراض استقلابية - داء غوشيه - داء نيمان بيك - داء الألفا مانوزيدي - متلازمة هيرلر وداء عديد السكاريد المخاطي - داء نشواني - عوز البروتين الشحمي العائلي أورام حميدة أو خبيثة - لوكيميا بأنواعها - ليمفوما بأنواعها - مرض تكاثر نقوي - هجرة خلايا سرطانية من أي عضو إلى الطحال - داء كثرة المنسجات X - ورم وعائي دموي، ورم لمفي - تكيسات الطحال - ورم عابي - ورم حبيبي حلقي |

## العلاج
إن كانت حالة تضخم الطحال مصاحبة لحالة توحش الطحال فلابد من إجراء جراحة استئصال الطحال, مع استمرار إجراء الفحوص واتخاذ العلاجات اللازمة لعلاج السبب إن أمكن.
ولأن الطحال دور هام في المناعة والدفاع عن الجسم ضد البكتيريا والفيروسات فإنه في حالة تقرير استئصال الطحال كعلاج لمريض ما لابد من تطعيم هذا المريض قبل العملية بعدة تطعيمات ضد بكتيريا المستدمية النزلية التي تتسبب في التهاب رئوي والتهاب سحائي مميت، وضد بكتيريا المكورة الرئوية وبكتيريا المكورة السحائية. ولابد أن يتعاطى المريض أيضًا التطعيم ضد الإنفلونزا سنويًا، وفي بعض الحالات قد يوصف للمريض مضادات حيوية للوقاية.